# باميلا رونالد
باميلا رونالد (بالإنجليزية: Pamela Ronald) هي عالمة وراثة أمريكية، ولدت في 1961 في بورلينغامي في الولايات المتحدة.

## وصلات خارجية
- الموقع الرسمي